# Eric Clapton

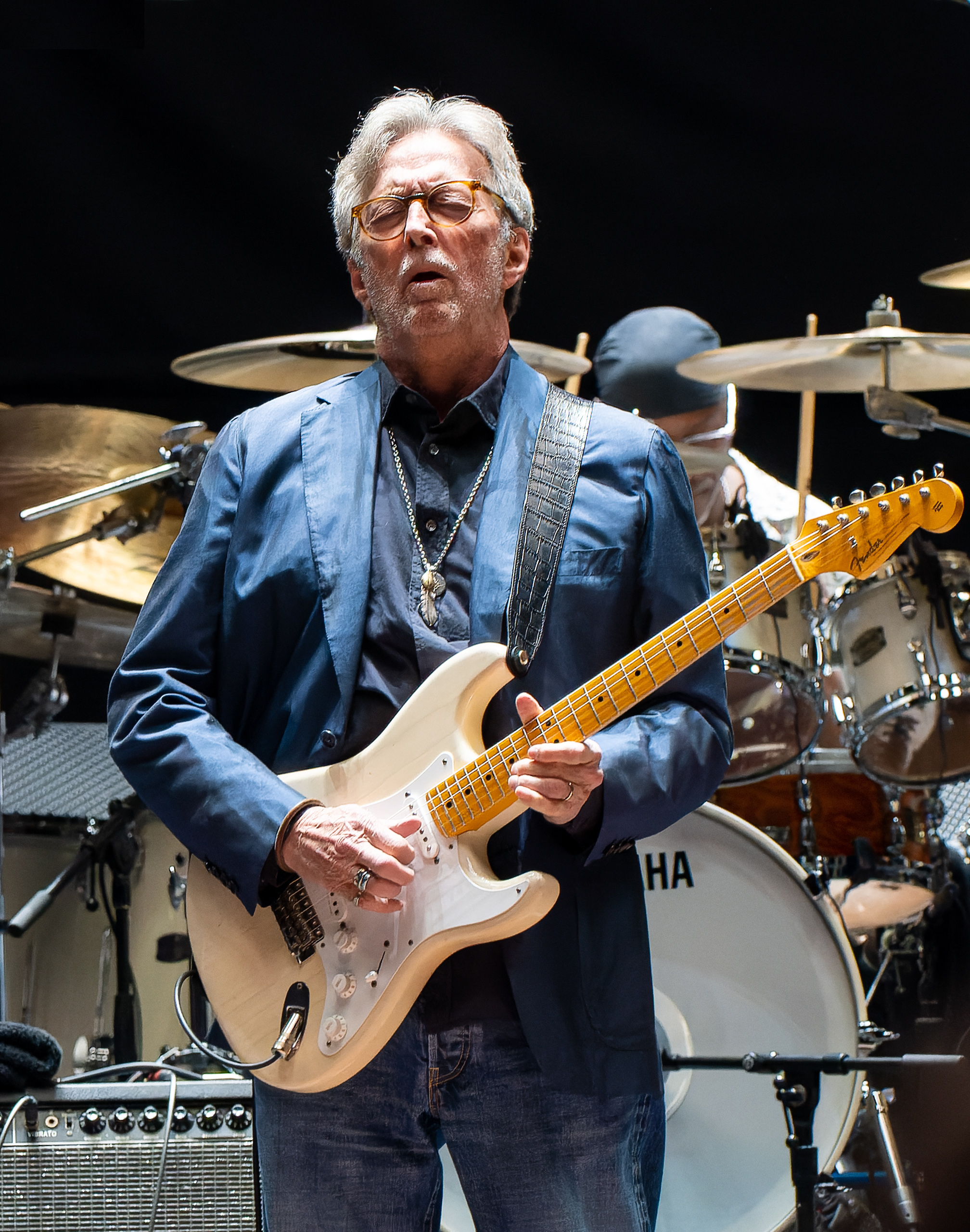
Eric Clapton, 2023

Eric Patrick Clapton, CBE, COAL (* 30. März 1945 in Ripley, Borough of Guildford) ist ein britischer Gitarrist, Sänger und Songwriter. Er trägt den Beinamen „Slowhand“. Clapton prägte die Entwicklung des Bluesrock seit den 1960er Jahren wesentlich mit und gilt als einer der bedeutendsten Blues- und Rock-Gitarristen. Mit mehr als 280 Millionen weltweit verkauften Tonträgern gehört er zu den erfolgreichsten Künstlern der Welt. Er ist 17-facher Grammygewinner und als einziger Musiker dreifaches Mitglied der Rock and Roll Hall of Fame. Zu seinen bekanntesten Titeln zählen Layla, Wonderful Tonight, Lay Down Sally und Tears in Heaven.

## Leben

### Kindheit
Eric Clapton wurde 1945 in Ripley in der englischen Grafschaft Surrey geboren. Seine Mutter Patricia Molly Clapton war bei seiner Geburt 16 Jahre alt. Sein Vater war der in England stationierte 24-jährige kanadische Soldat Edward Walter Fryer, der bei der Geburt das Land bereits wieder verlassen hatte. Als nichteheliches Kind wuchs Clapton ab seinem zweiten Lebensjahr bei Rose Mitchell und Jack Clapp, seinen Großeltern mütterlicherseits, auf. Diese verheimlichten ihm seine Abstammung und ließen ihn in dem Glauben, seine Mutter sei seine Schwester. Der junge Clapton war in seiner Schulzeit ein eher ruhiges, aber überdurchschnittlich begabtes Kind.

### Karriere

#### 1960er
Clapton brach ein Kunststudium an der Londoner Kingston University nach kurzer Zeit ab, um sich im Januar 1963 im Alter von 17 Jahren seiner ersten Band, The Roosters, anzuschließen. In dieser Beat- und R&B-Band, der Brian Jones, der spätere Gitarrist der Rolling Stones, angehörte, lernte er Tom McGuinness kennen. Nach der Auflösung der Gruppe im August 1963 traten Clapton und McGuinness einige Male mit Casey Jones & the Engineers auf. Im Oktober 1963 wurde Clapton Gitarrist der Yardbirds, mit denen er Anfang 1965 deren größten Hit For Your Love einspielte. Die neue musikalische Richtung der Gruppe missfiel Clapton allerdings. Nach seinem Ausscheiden aus den Yardbirds im April 1965 schloss er sich den Bluesbreakers von John Mayall an. Er nahm an den Aufnahmen zum Album Blues Breakers with Eric Clapton teil, worauf er einige bahnbrechende Soli spielt. Zu dieser Zeit stand er unter starkem Einfluss von B. B. King.
Mitte 1966 verließ Clapton die Bluesbreakers und formierte mit Ginger Baker (Schlagzeug) und Jack Bruce (Bass, Gesang), die beide zuvor bei der Graham Bond Organization gespielt hatten, Cream, die als erste Supergroup der Rockmusik gilt. Das Powertrio, das sich unter anderem durch minutenlange Improvisationen von anderen Rockbands abhob, hatte einige Hits wie I Feel Free, Sunshine of Your Love, White Room, Crossroads, Strange Brew und Badge und großen kommerziellen Erfolg. Insbesondere die offen ausgetragenen Differenzen zwischen Bruce und Baker erschwerten die musikalische Zusammenarbeit in der Band jedoch dauerhaft.
Clapton begann damit, selbst zu singen und eigene Songs zu schreiben. Seine Kompositionen und sein gesamter Stil wurden in dieser Zeit stark von der Gruppe The Band beeinflusst. Mit George Harrison von den Beatles schrieb er den Cream-Titel Badge. Die lebenslange Freundschaft der beiden führte auch zu Claptons Mitwirken bei der Beatles-Aufnahme von While My Guitar Gently Weeps (1968). Bis zu Harrisons Tod 2001 spielte Clapton oft bei dessen Soloaufnahmen mit, und es gab auch gemeinsame Live-Auftritte. Nach der überraschenden Auflösung von Cream 1968 spielte Clapton im Dezember desselben Jahres einen Auftritt im Rock and Roll Circus, bei dem er mit John Lennon, Keith Richards und Mitch Mitchell als The Dirty Mac auftrat.
Im März des folgenden Jahres gründete er bzw. sein Manager zusammen mit Steve Winwood die Gruppe Blind Faith – in der Besetzung Clapton (Leadgitarre), Winwood (Orgel, Klavier, Gesang), Ginger Baker (Schlagzeug) und Ric Grech (Bass, Violine). Nach der Veröffentlichung des vielfach prämierten Albums Blind Faith und einer Tournee löste sich auch diese Formation im September 1969 auf. Zwischen den einzelnen Bandmitgliedern waren die Differenzen über die künftige musikalische Ausrichtung zu groß geworden. Kurze Zeit später wirkte Clapton in John Lennons neuer Live-Band, der Plastic Ono Band, sowie auf dem Album Friends and Angels von Martha Veléz mit.
Ende 1969 tourte er mit Delaney & Bonnie, nachdem er nach New York City gezogen war. 1970 nahm er sein erstes Soloalbum auf. Mit der Auskopplung des J.-J.-Cale-Songs After Midnight erreichte er einen Achtungserfolg in den US-Charts. Ferner spielte er in dieser Zeit oft bei den Aufnahmen anderer Musiker mit, so mit der Plastic Ono Band und Dr. John. Mit drei Bandmusikern von Delaney & Bonnie, mit denen er 1969 eine zum Teil von ihm selbst finanzierte Tournee durch Europa unternommen hatte, gründete er anschließend die Gruppe Derek and the Dominos, die das Doppelalbum Layla and Other Assorted Love Songs aufnahm, bei dem als Gastsolist Duane Allman mitspielte. Das Album ist stark vom Blues beeinflusst und gilt bis heute insbesondere wegen des Zusammenspiels der beiden herausragenden Gitarristen als eines der besten Alben Claptons.
Der Titelsong Layla ist einer der meistgespielten Rocksongs der 1970er Jahre. Er greift Themen aus der Liebesgeschichte Leila und Madschnun des persischen Dichters Nezami auf; Clapton fühlte sich wegen seiner damals noch nicht erwiderten Liebe zu George Harrisons Frau Pattie Boyd in einer ähnlichen Situation. Die Gruppe, die ohne Allman auf Tournee ging, veröffentlichte zwar noch ein Live-Doppelalbum, brach jedoch kurze Zeit später auseinander.

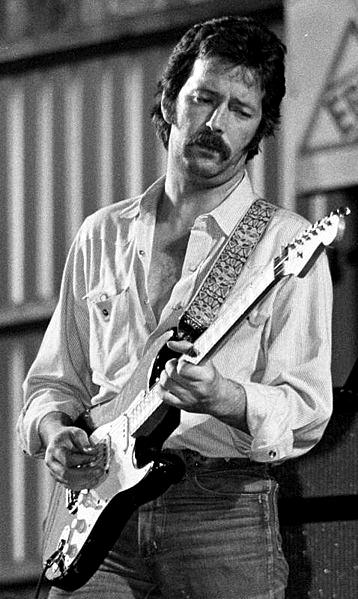
Eric Clapton, 1977

#### 1970er
Clapton spielte weiterhin bei zahlreichen Studioaufnahmen von Freunden wie John Lennon und Billy Preston und mit Howlin’ Wolf bei dessen London Session. In dieser Zeit wurde er heroinsüchtig. 1971 nahm Clapton an George Harrisons Konzert für Bangladesch teil, bei dem er auf der Bühne zusammenbrach. Er habe in einer „Wolke aus rosa Watte“ gelebt, erzählte er in einem im Frühjahr 1974 geführten Interview des Rolling Stone, sei aber durch eine neuartige Elektro-Akupunktur von der Sucht losgekommen.
1973 trat er bei dem von Pete Townshend organisierten Rainbow Concert auf – seine prominent besetzte Begleitband nannte sich The Palpitations. Townshend verhalf Clapton damit zu einem Comeback nach seiner drogenlastigen Zeit. 1974 nahm Clapton das Album 461 Ocean Boulevard im gleichnamigen Studio auf. Seine Version von Bob Marleys I Shot the Sheriff wurde als Single-Auskopplung ein Hit und machte Marley und Reggae einem breiteren Publikum bekannt.
1976 beschimpfte Clapton bei einem  Auftritt in Birmingham schwarze Menschen als „Wogs“ und forderte alle „Foreigners“ auf, nicht nur die Halle, sondern auch das Land zu verlassen. Er rief zur Wahl des britischen Politikers Enoch Powell auf, denn dieser werde verhindern, dass Großbritannien eine „schwarze Kolonie“ werde. Clapton benutzte dabei den Slogan der rechtsextremen National Front „Keep Britain white!“ Der von Clapton so zum Ausdruck gebrachte Rassismus war unter anderem Anlass zur Gründung der Musikerinitiative Rock Against Racism. In seiner Biografie entschuldigte sich Clapton; er sei damals betrunken gewesen. Eine Woche nach dem Auftritt hatte er seine Ausfälle allerdings gegenüber einem Musikmagazin bekräftigt. Noch 2004 erklärte er gegenüber Uncut, Powell sei „unfassbar mutig“ gewesen.
Ab 1974 lebte Clapton mit Pattie Boyd zusammen; nach ihrer Scheidung von George Harrison 1977 heirateten sie 1979. In dieser Zeit war er alkoholabhängig. Nach der ersten Entziehungskur erlitt er einen Rückfall; die zweite veranlasste ihn, auf Antigua das Rehabilitationszentrum Crossroads Centre Antigua zu gründen.

#### 1980er
Nach der Behandlung seiner Sucht nahm Clapton in den 1980ern wieder Platten auf. Im Oktober 1985 war Clapton neben Musikern wie Rosanne Cash, Ringo Starr und George Harrison zu Gast bei Carl Perkins, der in London das Fernsehkonzert Blue Suede Shoes: A Rockabilly Session aufnahm. Die mit Phil Collins produzierten Alben Behind the Sun (1985) und August (1986) zeigten deutlich den von Collins bevorzugten pop-orientierten Stil mit Synthie-Drums und Bläsern, wurden aber vor allem in Großbritannien beachtliche Verkaufserfolge. Das Album August erreichte Platz drei der britischen Hitparade. Der Eröffnungssong It’s in the Way that You Use It wurde für die Filmmusik des Spielfilms Die Farbe des Geldes mit Tom Cruise und Paul Newman verwendet.
Ebenfalls 1986 trat Clapton bei einer Aftershow von Prince in London auf. Außerdem war Clapton musikalischer Gast bei Chuck Berry (sein Vorbild seit Beginn der 1960er Jahre) und dessen Konzert zu seinem 60. Geburtstag in St. Louis. 1989 wurde das Album Journeyman veröffentlicht. Ab den 1980er Jahren war Clapton auch als Komponist für Filmmusik tätig. So arbeitete er zusammen mit Michael Kamen an dem Soundtrack Edge of Darkness und für die Filmreihe Lethal Weapon. 1989 ließ er sich von Boyd scheiden, nachdem er bereits 1985 und 1986 Vater zweier Kinder aus losen Beziehungen geworden war. Clapton wurde in den 1980ern und frühen 1990ern von Gianni Versace eingekleidet. Ende der 1980er Jahre hatte er eine Affäre mit der Sängerin Carla Bruni, bevor diese Mick Jagger kennenlernte.

#### 1990er
Im August 1990 kam Stevie Ray Vaughan, der auf Einladung Claptons bei zwei Konzerten der Journeyman World Tour als Gastmusiker teilgenommen hatte, bei einem Helikopterabsturz ums Leben. Im März 1991 starb Claptons und Lory Del Santos gemeinsamer viereinhalbjähriger Sohn Conor bei einem Sturz aus dem 53. Stock eines Hochhauses in New York. Ein Teil seiner Trauerarbeit, um den Verlust zu verarbeiten, war das Schreiben von Songs wie Circus Left Town und Tears in Heaven.
1992 erschien Claptons während der gleichnamigen MTV-Show live mitgeschnittenes Album Unplugged, dessen erster Titel das Bossa-Nova-Stück Signe im Fingerstyle ist. Die MTV Unplugged-Session brachte ihm 1993 sechs Grammys ein, etwa für Tears in Heaven (ebenfalls mit Fingerstyle-Begleitung) als bester Song des Jahres und für das Album Unplugged als bestes Album des Jahres.
1991 erschien sein Live-Album 24 Nights, das 1990 und 1991 mit Orchester, Blues-Band sowie 4- und 9-Band-Besetzung in der Royal Albert Hall aufgenommen worden war. Das Album enthält die Rockhits Pretending und Bad Love, die Clapton Platz 1 der Mainstream-Rock-Charts und 1991 einen Grammy für den besten Rocksong einbrachten. Mit dem Album From the Cradle kehrte er 1994 zu seinen Blueswurzeln zurück. Auf dem von Simon Climie produzierten Album Pilgrim (1998) dominierten eher pop-orientierte Songs. 1996 veröffentlichte er die Hitsingle Change the World, für die er 1997 drei Grammys erhielt. Seit Mitte der 90er wird Clapton von seinem engen Freund Giorgio Armani eingekleidet. Clapton weihte für Armani 1996 zwei Emporio Armani Stores in New York ein und komponierte 1997 Stücke für Armanis Modenschauen. Seine Kritiker überzeugten insbesondere gemeinsame Aufnahmen mit Carlos Santana.
Ende der 1990er Jahre hatte er eine Beziehung mit der Musikerin Sheryl Crow. 1999 lernte er die 25 Jahre alte Grafikkünstlerin Melia McEnery kennen, die er 2002 heiratete. Mit ihr hat er drei Kinder. Im selben Jahr versteigerte Clapton zum ersten Mal eine Auswahl seiner Gitarren und Verstärker zugunsten des Crossroads Centre. Auf DVD erschien das dazugehörige Benefizkonzert In Concert: A Benefit for the Crossroads Centre at Antigua. Zudem erschien das Kompilation-Album Clapton Chronicles: The Best of Eric Clapton, auf dem der Song Blue Eyes Blue enthalten ist. Der Song ist im Film Die Braut, die sich nicht traut Teil des Soundtracks.

#### 2000er

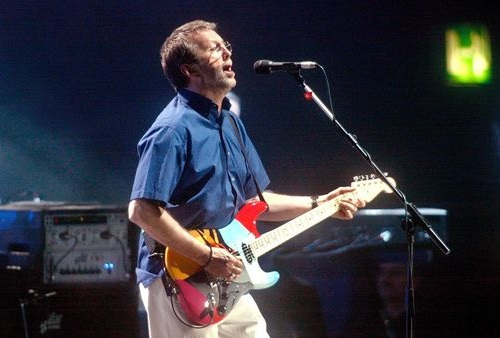
Eric Clapton, 2002

Im Jahr 2000 veröffentlichte Clapton Riding with the King zusammen mit B. B. King. 2001 erschien das Album Reptile, das mit der Reptile World Tour vermarktet wurde. 2002 veranstaltete Clapton am 29. November in der Royal Albert Hall das Concert for George, ein Gedenkkonzert für George Harrison ein Jahr nach dessen Tod. Dazu lud er Freunde von Harrison ein, unter anderem Paul McCartney, Ringo Starr, Jeff Lynne, Tom Petty & the Heartbreakers, Ravi Shankar, Billy Preston, Gary Brooker, Klaus Voormann und Joe Brown. Außerdem waren Olivia Harrison und deren Sohn Dhani anwesend, der auch in der Band mitspielte.
2004 organisierte Clapton das erste Crossroads Guitar Festival in Dallas, dessen Einnahmen als Benefizveranstaltung an seine gleichnamige Entzugsklinik auf Antigua gingen. Noch im selben Jahr nahm er die Blues-Dokumentation Sessions for Robert J und das Album Me and Mr. Johnson auf. Im Mai 2005 trat Clapton in der Royal Albert Hall in London mit Ginger Baker (Schlagzeug) und Jack Bruce (Bass) in einem „Cream Reunion Concert“ in Originalbesetzung auf. Kurz darauf ließ er sich für 100.000 US-Dollar einen Martin-Gitarrenkoffer von Hermès aus Krokodilleder herstellen. Im November 2006 erschien The Road to Escondido, ein gemeinsames Album mit J. J. Cale. Auch die Einnahmen aus dem zweiten Crossroads Guitar Festival vom 28. Juli 2007 in Chicago kamen der Rehaklinik zugute. An der Veranstaltung waren unter anderem Jeff Beck, Doyle Bramhall II, Robert Cray, Sheryl Crow, Vince Gill, Buddy Guy, B.B. King, Alison Krauss and Union Station, Sonny Landreth, Albert Lee, Los Lobos, John Mayer, John McLaughlin, Willie Nelson, Robert Randolph, Hubert Sumlin, Derek Trucks, Jimmie Vaughan und Steve Winwood beteiligt.
2008 gewann Clapton den Primetime Emmy Award in der Kategorie Outstanding Special Class für das Crossroads Festival 2007. Nach einer Konzertreihe mit Steve Winwood im Februar 2008 absolvierte Clapton im Sommer 2008 eine Tour in den USA und in Europa. Diese setzte er Anfang 2009 in Japan und in Australien fort. Im Mai 2009 spielte Clapton eine Serie von Konzerten in der Royal Albert Hall in London. Im Herbst 2009 kehrte er für 14 Konzerte mit Winwood nochmals in die USA zurück und veröffentlichte das Album und die DVD Live from Madison Square Garden. Im März 2009 trat Clapton im New Yorker Beacon Theater an zwei Abenden mit der Allman Brothers Band als Gast auf. Die Band spielte eine Serie von Konzerten zu ihrem 40-jährigen Bestehen.

#### 2010er

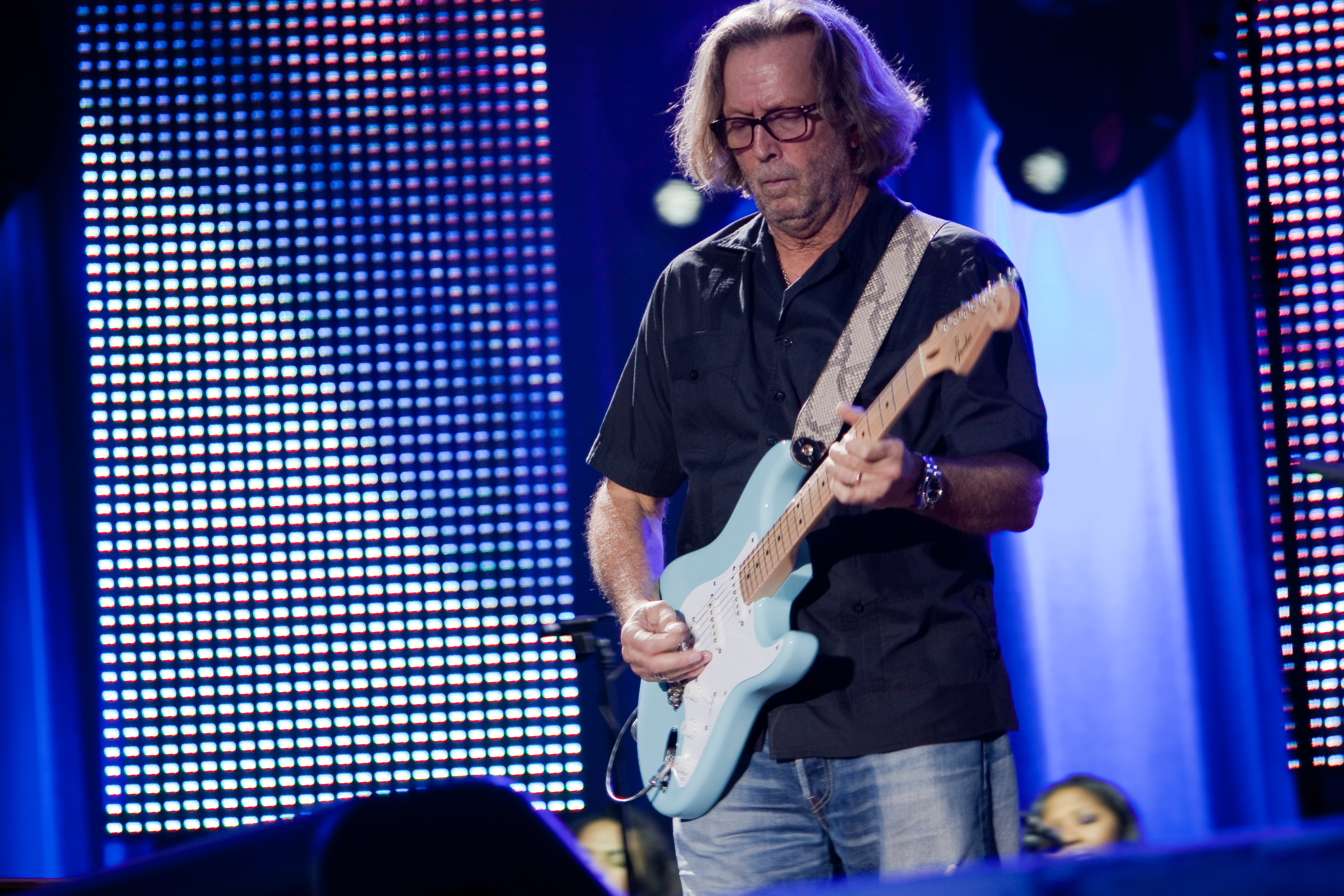
Eric Clapton, 2010

Nach den Konzerten mit Winwood setzte er die Tour 2010 in Europa fort. Anfang des Jahres trat Clapton auch mit Jeff Beck auf. Zwischendurch spielte er eine kleine Serie von Solo-Konzerten in den USA mit Roger Daltrey als Support. Clapton startete eine weitere Welttournee, die mit dem Crossroads Guitar Festival 2010 in Illinois endete. Die Videoaufnahme erreichte in Deutschland Platin-Status. Im September 2010 erschien sein 14. Soloalbum mit dem Titel Clapton, das Platz drei der deutschen Charts belegte.
2011 arbeitete er mit Jazz-Trompeter Wynton Marsalis an der Veröffentlichung Play the Blues: Live from Jazz at Lincoln Center, für die er einen Echo Jazz erhielt. Zudem war er für Chris Barber und Robbie Robertson als Gast im Studio tätig. 2012 nahm Clapton an dem Konzert Howlin’ For Hubert für Hubert Sumlin teil und spielte Gitarre auf Paul McCartneys Album Kisses on the Bottom. Im Jahr 2012 war er Gastgitarrist für die Rolling Stones bei einem Konzert in London. Im Dezember des Jahres trat er zusammen mit Steve Jordan und Willie Weeks auf dem 12-12-12: Konzert für Sandy-Opfer auf. 2013 fand das vierte Crossroads Guitar Festival in Chicago statt und das Album Old Sock, das überwiegend aus Coverversionen besteht, erschien unter Claptons eigenem Label. Im selben Jahr erschien Bobby Whitlocks Veröffentlichung Where There’s a Will, There’s a Way, auf der Clapton als Bassist mitwirkte.
2014 veröffentlichte er zusammen mit Musikern wie Mark Knopfler und Willie Nelson das Album The Breeze – An Appreciation of JJ Cale, das in Deutschland Platz 2 der Charts erreichte. Außerdem spielte Clapton einige Konzerte in Europa, Ostasien und den USA. Am 24. Juni 2014 spielte er sein einziges Deutschlandkonzert in der Mannheimer SAP Arena. Im selben Jahr erschien der Dokumentar- und Konzertfilm Planes, Trains and Eric. Im Jahr 2015 feierte der britische Gitarrist seinen siebzigsten Geburtstag und veröffentlichte das Live-Album und den Konzertfilm Slowhand at 70 – Live at the Royal Albert Hall. Im Jahr darauf folgte das Studioalbum I Still Do, das Live-Album Live in San Diego als Tribut für J.J. Cale und die Kompilation Crossroads Revisited mit Aufnahmen von Claptons Benefizkonzerten.
Anfang 2018 sagte Clapton in einem Interview mit BBC Radio 2, er leide neben einer peripheren Neuropathie auch an Tinnitus und Gehörverlust. Trotzdem trat er seine Eric Clapton World Tour 2018 an und veröffentlichte im Oktober 2018 sein erstes Weihnachtsalbum, Happy Xmas. 2019 schloss er die Dresdner Musikfestspiele im Rahmen seiner Eric Clapton World Tour 2019 ab. Im Herbst veranstaltete er erneut ein Crossroads Guitar Festival in Dallas und kündigte für 2020 die Summer European Tour an, die wegen der COVID-19-Pandemie auf 2022 verschoben wurde.
Ende 2020 veröffentlichte er zusammen mit Van Morrison den Song Stand and Deliver, den Kritiker als Corona-Verschwörungshymne bezeichneten. Im Text, den Morrison schrieb, heißt es unter anderem: "You know they're gonna grind us down, ah / Until it really hurts / Is this a sovereign nation / Or just a police state?" („Sie werden uns zermahlen / Bis es wirklich weh tut / Ist dies eine souveräne Nation / Oder nur ein Polizeistaat?“) Angekündigt worden war die Veröffentlichung mit dem Hinweis, dass mit dem Erlös der Lockdown Financial Hardship Fund Morrisons unterstützt werden solle. Die Erträge der Stiftung kommen Musikern zugute, die wegen der COVID-19-Pandemie nicht auftreten können.

### Privatleben
Eric Clapton ist seit 2002 in zweiter Ehe mit der 31 Jahre jüngeren Melia McEnery verheiratet. Mit ihr hat er drei Töchter (* 2001, * 2003, * 2005). Eine weitere Tochter (* 1985) und ein Sohn (* 1986; † 1991) stammen aus Beziehungen mit Yvonne Kelly und Lory Del Santo, die er während seiner ersten Ehe (1979–1988) mit Pattie Boyd hatte.

## Clapton als Gitarrist

### Stil
Claptons musikalische Wurzeln liegen im Blues der 1930er und 1940er Jahre. Seine Vorbilder waren vor allem Robert Johnson und Chuck Berry, ebenso Muddy Waters (vgl. etwa Rollin’ and Tumblin’), B. B. King, Albert King, Freddie King und Otis Rush. Obwohl Clapton zu schnellem Spieltempo imstande ist (so zum Beispiel in der Live-Version des Songs Crossroads vom Album Wheels of Fire, 1968), ist er nicht vorwiegend dafür bekannt.

### BeinameSlowhand
Clapton erklärt in seiner Autobiografie Mein Leben, wie er zu diesem Spitznamen kam: Zu jener Zeit gehörte Clapton zur Band „The Yardbirds“. Sie spielten unter anderem im CrawDaddy Club, dessen Besitzer Giorgio Gomelsky war. Die Band spielte in der Regel gecoverte Songs, die normalerweise drei Minuten lang waren, und streckten sie auf fünf bis sechs Minuten. Clapton spielte damals sehr dünne Saiten, weil man die Töne darauf besser ziehen kann, und es passierte häufiger, dass eine Saite mitten in einem Stück riss. Während Clapton die neue Saite aufzog, verfiel das Publikum in ein langsames Klatschen (englisch to clap). Dieser „Slow Handclap“ inspirierte Gomelsky dazu, ihn „Slowhand“ Clapton zu nennen.
In Bezug auf seinen inspirierenden Gitarrenstil, der weltweit Generationen von Gitarrenspielern beeinflusste, entstand in den 1960er Jahren ein krakelig geschriebenes Graffito eines unbekannten Sprayers mit der Botschaft Clapton is God an einer öffentlichen Wand in London. Dieser Satz entwickelte sich, etwa in Form einer Fotografie, in der Fangemeinde rund um Eric Clapton zum geflügelten Wort als Verehrung des Künstlers.

### Instrumente
Clapton spielte zu Beginn seiner Karriere bei den Yardbirds eine Fender Telecaster und eine Gibson ES-335. Bei John Mayalls Bluesbreakers und bei Cream wechselte er zur Gibson Les Paul und Gibson SG. Er gehörte zu den Blues-Musikern, deren Erfolg den Gitarrenhersteller Gibson veranlasste, die Les Paul wieder ins Programm zu nehmen. Ab Derek and the Dominoes spielte Clapton vorwiegend auf Fender-Gitarren, insbesondere auf seiner „Brownie“, einer zweifarbigen Sunburst Stratocaster aus dem Jahr 1956. Brownie wurde drei Jahre später auf dem Rainbow-Concert von „Blackie“ abgelöst, einer schwarzen Fender Stratocaster, die er sich aus drei Instrumenten selbst zusammengesetzt hatte. Weitere Gitarren sind die Cherry Red, 1977 Juan Alvarez, Martin 000-42.

#### Fender Eric Clapton Stratocaster
Clapton wurde 1986 von Fender mit seinem Signaturmodell geehrt. Die Eric Clapton Stratocaster wird bis heute produziert und ist die zweiterfolgreichste Signaturgitarre nach Steve Vais Ibanez Jem. Auf Claptons Gitarren kam neuartige Technik zum Einsatz, die das Soundspektrum erheblich erweitern. Durch den Mid-Boost ist man in der Lage, die Gitarre von klaren bis zu verzerrten Sounds ohne Veränderung der Lautstärke durch einen Drehregler zu verändern. Dank der von Fender 1999 eingebauten Fender-Noiseless-Pickups ist die Gitarre im Gegensatz zu anderen Stratocaster-Modellen brummarm. Bis dahin wurden Lace Sensor Pickups verwendet.

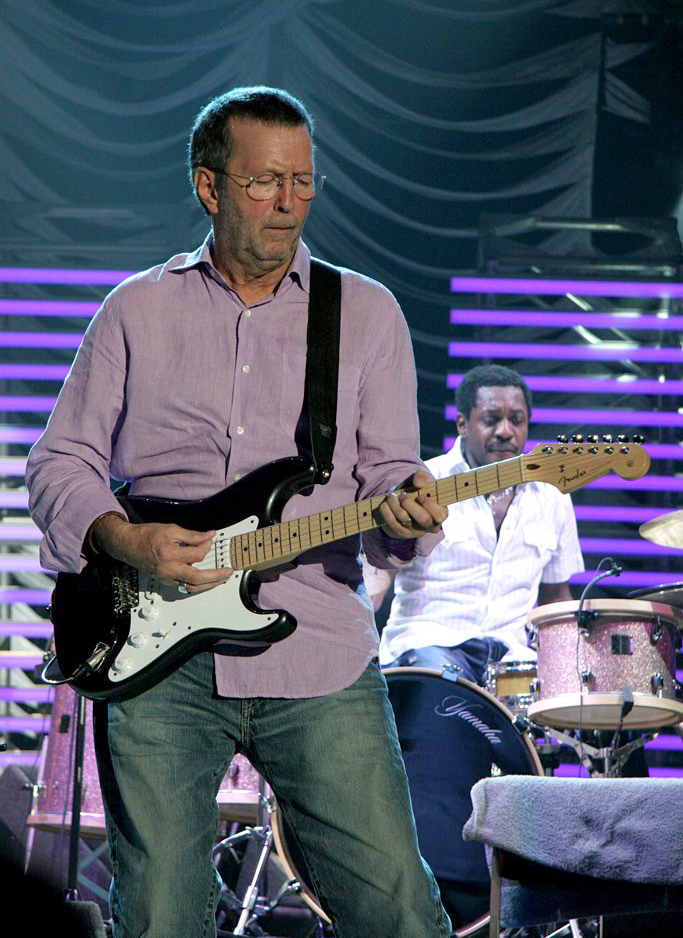
Clapton mit seiner typischen schwarzen Stratocaster, 2007

Die Artist-Serie ist nach seinem Lieblingsmodell Blackie aus den 1970ern nach Claptons Vorgaben gebaut worden. Das Besondere ist der Gitarrenhals mit einem V-Profil, das seiner Spielweise zugutekommt. Sie hat Noiseless Pickups, die brummarm sind, einen 25-dB-Aktiv-Mittenbooster mit 9-Volt-Batterie und ein geblocktes Tremolo, da Clapton es nie benutzt.
2007 wurde die Eric Clapton Crossroads Stratocaster auf den Markt gebracht. Die mit dem Crossroads-Centre-Logo verzierte Gitarre war auf 100 Exemplare limitiert. Die Gewinne aus diesen Instrumentenverkäufen gingen an das Crossroads Centre. Der Preis für die Stratocaster betrug 20.000 US-Dollar.
Die Eric Clapton Gold Leaf Stratocaster ließ sich Clapton nach speziellen Wünschen für seine Legends Tour 1998 herstellen. Die Stratocaster wurde mit einem Erle-Korpus, Lace-Sensor-Tonabnehmern und einem geflammten AAA-Vogelaugenahornhals bestückt. Der Korpus wurde mit 24 Karat Gold (Gold Leaf) überzogen. Clapton versteigerte diese Gitarre 1999 bei Christie’s in New York auf seiner ersten Versteigerung von Gitarren und Verstärkern, um das von ihm gegründete Reha-Zentrum auf Antigua zu unterstützen; sie erzielte einen Preis von 455.500 US-Dollar. Außerdem gab es die Crashocaster-Modelle, die von dem britischen Künstler John Matos für Clapton mit Graffiti-Motiven verziert wurden.

#### Martin Eric Clapton Series
Martin Guitar widmete Clapton nach dem Erfolg von Unplugged die erste Signatur-Akustikgitarre der Welt. Clapton hatte bereits ab den 1970er Jahren Martin-Gitarren der 000-28er- und 000-42er-Bauart live und im Studio benutzt.

## Filmmusik und Werbung
Neben vielen anderen bekannten Künstlern spielt Clapton in der für den Film Blues Brothers 2000 zusammengestellten Band Louisiana Gator Boys einen Gitarristen. In dem von George Harrison produzierten Spielfilm Wasser – Der Film ist Clapton in einer kleinen Nebenrolle an der Seite anderer Musiker zu sehen. Zudem spielte er 1975 in der Verfilmung der Rockoper Tommy den Prediger.
Clapton steuerte den Song I Looked Away zum Spielfilm Hexenkessel aus dem Jahr 1973 bei. Weitere Clapton-Songs fanden Verwendung in Miami Vice (Wonderful Tonight, Knock On Wood, She’s Waiting und Layla), Zurück in die Zukunft (Heaven Is One Step Away), Die Farbe des Geldes (It’s In The Way That You Use It), Brennpunkt L.A. (Knockin’ On Heaven’s Door), GoodFellas – Drei Jahrzehnte in der Mafia (Layla, Sunshine Of Your Love), in der Friends-Episode The One with the Proposal (Wonderful Tonight), in Fieberhaft (Tears in Heaven, Help Me Up, Don’t Know Which Way To Go ) und Men in Black II (Strange Brew). Außerdem verwendeten Opel und Vauxhall von 1987 bis 1995 den Riff von Layla in ihren Werbekampagnen.
Im September 1987 wurde Clapton Werbegesicht von Michelob Beer. Er nahm für den Werbeclip eine langsamere Version von After Midnight auf. 1990 warb Honda mit dem Song Bad Love. Clapton verwendete für das Video auf Nachfrage von Honda seine Gitarre „Blackie“. Er war an der Filmmusik der Lethal-Weapon-Filmreihe, dem Film Fisch & Chips (1996) und An deiner Seite (1999) beteiligt und lieferte Soundtracks für die Filme Phenomenon – Das Unmögliche wird wahr (Change the World), Die Besucher und Rush. 1998 verwendete Lexus einige Konzertmitschnitte von Claptons Pilgrim World Tour. 2005 nutzte Yahoo einige seiner Songs zu Werbezwecken.

## Erfolge und Auszeichnungen

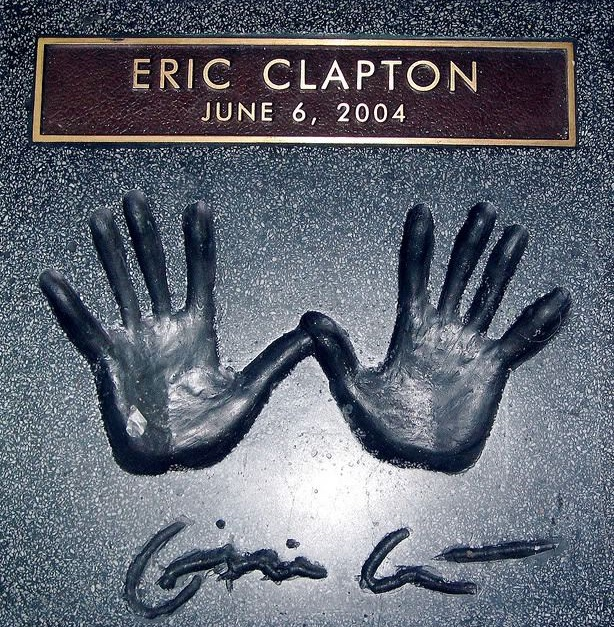
Claptons Handabdrücke und Unterschrift auf dem Rock Walk

Clapton verzeichnet bislang mehr als 115 Millionen Albumverkäufe, über fünf Millionen Single- und mehr als zehn Millionen Videoverkäufe sowie über 20 Millionen Radioübertragungen seiner Songs. Sein kommerziell erfolgreichstes Album ist Unplugged, das weltweit mehr als 26 Millionen Mal verkauft wurde.
Clapton wurde viermal in die Grammy Hall of Fame aufgenommen; in der Kategorie „Rock Single“ 1998 mit Layla und 2003 mit seiner Version von I Shot the Sheriff sowie in der Kategorie „Rock Album“ 1999 mit Disraeli Gears und 2000 mit Layla and Other Assorted Love Songs.
Im Jahr 1987 gewann Clapton den „Lifetime Achievement Award“ des British Phonographic Institute. 1990 wurde er bei den Billboard Music Awards für das „Top-Album eines Rock-Künstlers“ ausgezeichnet. Außerdem erhielt er in den Kategorien Weltweit meistverkaufender Rock-Künstler des Jahres (1993) und Meistverkaufender britischer Künstler des Jahres (1994) einen World Music Award. Bei den American Music Awards war er fünfmal nominiert, dreimal wurde er als beliebtester Pop-/Rock-Künstler (1994, 1997 und 1999) ausgezeichnet. 1990 wurde der Asteroid (4305) Clapton nach ihm benannt.
1992 war Clapton für Tears in Heaven in der Kategorie Bester Originalsong für einen Golden Globe Award nominiert. Seine Arbeit an der Lethal-Weapon-Filmreihe brachten ihm 1988, 1990 und 1993 den BMI Film & TV Award, 1986 einen BAFTA Award sowie den Ivor Novello Award für den Soundtrack Edge of Darkness ein. Bei den MTV Movie Awards war er dreimal nominiert.
Das US-amerikanische Musikmagazin Rolling Stone listete Clapton auf Platz 2 der „100 größten Gitarristen aller Zeiten“ auf.
1994 wurde er von Queen Elisabeth II. für seinen Beitrag zur Musikgeschichte zum Officer des Order of the British Empire ernannt. 2004 wurde er im Buckingham Palace zum Commander dieses Ordens ernannt. Auf der im Jahr 2011 aktualisierten Liste 100 Greatest Guitarists of All Time der US-amerikanischen Popmusikzeitschrift Rolling Stone findet sich Clapton auf Platz 2. Im Februar 2015 wurde Clapton in die Blues Hall of Fame aufgenommen.
Ein im Jahr 1995 publizierter Dokumentarfilm Martin Scorseses über Clapton mit dem Titel Eric Clapton – Nothing But the Blues wurde nach einmaliger Aufführung zurückgezogen und erst in einer überarbeiteten Fassung im Jahr 2024 erneut veröffentlicht.
Grammy Awards:
Clapton erhielt bislang 17 Grammy Awards.
| Jahr | Kategorie                          | Werk                                     |
| ---- | ---------------------------------- | ---------------------------------------- |
| 1972 | Album of the Year                  | The Concert for Bangla Desh              |
| 1987 | Best Performance Music Video       | The Prince’s Trust All Star Rock Concert |
| 1991 | Best Male Rock Vocal               | Bad Love                                 |
| 1993 | Best Rock Song                     | Layla                                    |
| 1993 | Best Male Rock Vocal Performance   | Unplugged                                |
| 1993 | Album of the Year                  | Unplugged                                |
| 1993 | Best Male Pop Vocal Performance    | Tears in Heaven                          |
| 1993 | Song of the Year                   | Tears in Heaven                          |
| 1993 | Record of the Year                 | Tears in Heaven                          |
| 1994 | Best Traditional Blues Album       | From the Cradle                          |
| 1996 | Best Male Pop Vocal                | Change the World                         |
| 1996 | Song of the Year                   | Change the World                         |
| 1996 | Record of the Year                 | Change the World                         |
| 1996 | Best Rock Instrumental Performance | SRV Shuffle                              |
| 1998 | Best Male Pop Vocal Performance    | My Father’s Eyes                         |
| 2000 | Best Rock Instrumental Performance | The Calling                              |
| 2000 | Best Traditional Blues Album       | Riding with the King                     |
| 2001 | Best Pop Instrumental Performance  | Reptile                                  |
| 2006 | Lifetime Achievement Award         | Cream                                    |
| 2007 | Best Contemporary Blues Album      | The Road to Escondido                    |

## Diskografie
Studioalben

| Jahr | Titel Musiklabel                  | Höchstplatzierung, Gesamtwochen, AuszeichnungChartplatzierungen (Jahr, Titel, Musiklabel, Platzierungen, Wochen, Auszeichnungen, Anmerkungen) | Höchstplatzierung, Gesamtwochen, AuszeichnungChartplatzierungen (Jahr, Titel, Musiklabel, Platzierungen, Wochen, Auszeichnungen, Anmerkungen) | Höchstplatzierung, Gesamtwochen, AuszeichnungChartplatzierungen (Jahr, Titel, Musiklabel, Platzierungen, Wochen, Auszeichnungen, Anmerkungen) | Höchstplatzierung, Gesamtwochen, AuszeichnungChartplatzierungen (Jahr, Titel, Musiklabel, Platzierungen, Wochen, Auszeichnungen, Anmerkungen) | Höchstplatzierung, Gesamtwochen, AuszeichnungChartplatzierungen (Jahr, Titel, Musiklabel, Platzierungen, Wochen, Auszeichnungen, Anmerkungen) | Anmerkungen                                                    |
| Jahr | Titel Musiklabel                  | DE | AT | CH | UK | US | Anmerkungen                                                    |
| ---- | --------------------------------- | --- | --- | --- | --- | --- | -------------------------------------------------------------- |
| 1970 | Eric Clapton Polydor              | DE23 a (1 Wo.)DE | AT49 a (1 Wo.)AT | CH14 a (1 Wo.)CH | UK14 (8 Wo.)UK | US13 (32 Wo.)US | Erstveröffentlichung: Juli 1970 Verkäufe: + 501.000            |
| 1974 | 461 Ocean Boulevard RSO           | DE11 (24 Wo.)DE | — | — | UK3 Gold · (19 Wo.)UK | US1 Platin · (25 Wo.)US | Erstveröffentlichung: Juli 1974 Verkäufe: + 1.270.000          |
| 1975 | There’s One in Every Crowd RSO    | — | — | — | UK15 Silber · (8 Wo.)UK | US21 (14 Wo.)US | Erstveröffentlichung: März 1975 Verkäufe: + 78.000             |
| 1976 | No Reason to Cry RSO              | — | — | — | UK8 Silber · (7 Wo.)UK | US21 (14 Wo.)US | Erstveröffentlichung: August 1976 Verkäufe: + 395.000          |
| 1977 | Slowhand RSO                      | DE66 (1 Wo.)DE | — | CH— Gold (1990) + Gold (1993)CH | UK23 Gold · (12 Wo.)UK | US2 ×3Dreifachplatin · (74 Wo.)US | Erstveröffentlichung: November 1977 Verkäufe: + 3.890.000      |
| 1978 | Backless RSO                      | — | AT24 (4 Wo.)AT | — | UK18 Silber · (12 Wo.)UK | US8 Platin · (37 Wo.)US | Erstveröffentlichung: November 1978 Verkäufe: + 1.175.000      |
| 1981 | Another Ticket RSO                | DE26 (10 Wo.)DE | — | — | UK18 (8 Wo.)UK | US7 Gold · (21 Wo.)US | Erstveröffentlichung: 17. Februar 1981 Verkäufe: + 577.000     |
| 1983 | Money and Cigarettes Warner Bros. | DE22 (17 Wo.)DE | — | — | UK13 (17 Wo.)UK | US16 (19 Wo.)US | Erstveröffentlichung: Februar 1983 Verkäufe: + 47.000          |
| 1985 | Behind the Sun Warner Bros.       | DE15 (15 Wo.)DE | AT30 (2 Wo.)AT | CH3 Gold · (13 Wo.)CH | UK8 (14 Wo.)UK | US34 Platin · (28 Wo.)US | Erstveröffentlichung: 11. März 1985 Verkäufe: + 1.131.000      |
| 1986 | August Warner Bros.               | DE32 (13 Wo.)DE | — | CH23 (7 Wo.)CH | UK3 Platin · (46 Wo.)UK | US37 Platin · (34 Wo.)US | Erstveröffentlichung: 24. November 1986 Verkäufe: + 1.334.000  |
| 1989 | Journeyman Reprise                | DE16 (33 Wo.)DE | AT29 Gold · (1 Wo.)AT | CH7 Gold · (18 Wo.)CH | UK2 Platin · (34 Wo.)UK | US16 ×2Doppelplatin · (51 Wo.)US | Erstveröffentlichung: 7. November 1989 Verkäufe: + 3.005.000   |
| 1994 | From the Cradle Reprise           | DE6 Gold · (29 Wo.)DE | AT1 Gold · (16 Wo.)AT | CH1 Gold · (22 Wo.)CH | UK1 Gold · (22 Wo.)UK | US1 ×3Dreifachplatin · (41 Wo.)US | Erstveröffentlichung: 13. September 1994 Verkäufe: + 4.905.000 |
| 1998 | Pilgrim Reprise                   | DE3 Gold · (34 Wo.)DE | AT4 Gold · (16 Wo.)AT | CH4 Gold · (15 Wo.)CH | UK6 Gold · (16 Wo.)UK | US4 Platin · (29 Wo.)US | Erstveröffentlichung: 10. März 1998 Verkäufe: + 3.662.500      |
| 2001 | Reptile Reprise                   | DE2 Gold · (13 Wo.)DE | AT2 Gold · (12 Wo.)AT | CH2 Gold · (16 Wo.)CH | UK7 Gold · (9 Wo.)UK | US5 Gold · (16 Wo.)US | Erstveröffentlichung: 13. März 2001 Verkäufe: + 1.202.497      |
| 2004 | Me and Mr. Johnson Reprise        | DE8 (10 Wo.)DE | AT5 (9 Wo.)AT | CH7 (11 Wo.)CH | UK10 Gold · (8 Wo.)UK | US6 Gold · (18 Wo.)US | Erstveröffentlichung: 19. März 2004 Verkäufe: + 833.000        |
| 2004 | Sessions for Robert J Reprise     | — | — | — | — | US172 (2 Wo.)US | Erstveröffentlichung: 7. Dezember 2004 Verkäufe: + 33.000      |
| 2005 | Back Home Reprise                 | DE2 (9 Wo.)DE | AT9 (5 Wo.)AT | CH4 (7 Wo.)CH | UK19 (3 Wo.)UK | US13 Gold · (14 Wo.)US | Erstveröffentlichung: 29. August 2005 Verkäufe: + 619.000      |
| 2010 | Clapton Reprise                   | DE3 Gold · (15 Wo.)DE | AT5 (9 Wo.)AT | CH4 (12 Wo.)CH | UK7 (6 Wo.)UK | US6 (12 Wo.)US | Erstveröffentlichung: 27. September 2010 Verkäufe: + 428.386   |
| 2013 | Old Sock Bushbranch               | DE5 (13 Wo.)DE | AT7 (7 Wo.)AT | CH11 (7 Wo.)CH | UK13 (6 Wo.)UK | US7 (14 Wo.)US | Erstveröffentlichung: 12. März 2013 Verkäufe: + 151.000        |
| 2016 | I Still Do EPC Enterprises LLP    | DE5 (13 Wo.)DE | AT3 (12 Wo.)AT | CH1 (15 Wo.)CH | UK6 (5 Wo.)UK | US6 (6 Wo.)US | Erstveröffentlichung: 20. Mai 2016 Verkäufe: + 55.505          |
| 2018 | Happy Xmas EPC Enterprises LLP    | DE37 (7 Wo.)DE | AT45 (3 Wo.)AT | CH73 (4 Wo.)CH | UK97 (1 Wo.)UK | US84 (7 Wo.)US | Erstveröffentlichung: 12. Oktober 2018 Verkäufe: + 6.000       |
| 2024 | Meanwhile Reprise                 | DE5 (3 Wo.)DE | AT4 (2 Wo.)AT | CH4 (4 Wo.)CH | — | — | Erstveröffentlichung: 4. Oktober 2024                          |

grau schraffiert: keine Chartdaten aus diesem Jahr verfügbar

## Kritik an Corona-Maßnahmen
Im Dezember 2020 veröffentlichten Van Morrison und Clapton den Song Stand and Deliver, der sich gegen Lockdowns und die Pflicht richtet, Masken gegen die Pandemie zu tragen. Morrison, der schon als Gegner der Corona-Maßnahmen hervorgetreten ist, erhält die Einnahmen für seinen Lockdown Financial Hardship Fund, der Musikern helfen soll. Am 22. Juli 2021 berichtete die FAZ, Eric Clapton wolle nicht auftreten, wenn der Besuch des Konzerts nur mit einem Impfnachweis möglich sei, wie der Musiker über den Telegram-Kanal des italienischen Architekten, Filmproduzenten und Impfgegners Robin Monotti Graziadei mitteilen ließ. Laut der Zeitung bezog sich Claptons Statement auf die Ankündigung des britischen Premierministers Boris Johnson vom 19. Juli 2021, dass Besucher Clubs und Veranstaltungsorte nur betreten dürften, wenn sie einen Covid-Pass über ihre vollständige Impfung vorzeigen könnten. Clapton: „Ich möchte bekannt geben, dass ich auf keiner Bühne auftreten werde, vor der Publikum anwesend ist, das diskriminiert wird. Wenn nicht vorgesehen ist, dass jeder kommen kann, behalte ich mir das Recht vor, die Show abzusagen.“
Im August 2021 veröffentlichte Clapton die Single This Has Gotta Stop mit einem Video, das als Protest gegen Lockdowns, Impfungen und einen Verlust an Freiheit gilt. Der Bluesmusiker Robert Cray, ein langjähriger Freund Claptons, dessen Band oft als Eröffnungs-Act auf Claptons Tourneen spielte, schrieb Clapton, wegen seiner Corona-Songs könne er nicht guten Gewissens wie geplant auf der nächsten Tour die Shows eröffnen. Die Kritik richtete sich insbesondere gegen den Text des Songs Stand and Deliver, in dem es heißt: „Do you wanna be a free man / Or do you wanna be a slave? / Do you wanna wear these chains / Until you’re lying in the grave?“. Der Vergleich der Corona-Schutzmaßnahmen mit der Sklaverei verärgerte Cray so sehr, dass er sich von Clapton distanzierte und die Zusammenarbeit beendete. Er habe nach eigener Aussage versucht, die Sache mit Clapton zu besprechen, aber dieser habe keine zufriedenstellende Erklärung vorbringen können.

## Schriften
- Mein Leben (Autobiografie, mit Christoph Simon Sykes). Kiepenheuer & Witsch, Köln 2007, ISBN 978-3-462-03934-4.